# Ivanjše
Ivanjše so naselje v Občini Kostanjevica na Krki.